# Главы Харькова
Городской голова Харькова — главное должностное лицо Харькова, представляющее его интересы, избирается на 5 лет и осуществляет свои полномочия на постоянной основе. Возглавляет исполнительный комитет городского совета, председательствует на заседаниях городского совета.
В настоящее время должность городского головы Харькова занимает Игорь Терехов.

## Список глав

### Дореволюционный период (до 1917 года)
| Портрет                  | Имя                            | Срок                          | Характеристика |
| ------------------------ | ------------------------------ | ----------------------------- | --- |
| Градоначальники Харькова |                                |                               | |
|                          | Павел Гуковский                | 1767—1768                     | Выходец из слободской казацкой старшины, абшитованный сотник. До назначения на должность исполнял обязанности помощника сотника, отвечал за борьбу с пожарами в городе. Владел корчмой. |
|                          | Федор Афанасьев                | 1768—1778                     | Подпрапорный, дважды избирался главой местного самоуправления (1768 и 1771). Впервые сменил своего предшественника на временной должности, второй раз был избран уже на постоянную должность. |
|                          | Петр Артюхов                   | 1779—1784                     | Был чиновником как при самоуправлении Слободских казацких полков, так и после ликвидации автономии Слободской Украины. По истечении срока пребывания городским головой занимал ответственные должности в органах местного самоуправления. |
|                          | Артемий Карпов                 | 1784—1789                     | Состоял в должности два трехлетних выборных срока, принадлежал к элите харьковского купечества (купец 2-й гильдии). Вступал в конфликт с губернским магистратом, судился с ним и выигрывал. В 1787 году во главе депутации горожан приветствовал Екатерину II во время ее приезда в Харьков.                                                                            |
|                          | Александр Павлов               | 1790—1791                     | Один из немногих представителей дворянства, а не купечества в руководстве городского самоуправления до реформы 1870 года. Коллежский регистратор. |
|                          | Алексей Тамбовец               | 1791—1793                     | Занимал должности бургомистра городского магистрата, старосты по составлению городской обывательской книги. С должности старосты через месяц попросился в отставку, за что был временно исключен из городского общества. |
|                          | Андрей Аникеев                 | 1793—1796                     | Выходец из купцов (2-я гильдия). Был одним из инициаторов ходатайства харьковских купцов о запрете торговцам разночинцам в городе. Во второй раз занимал должность городского головы в 1805-1808 годах. |
|                          | Михаил Бутенко (Бутенко)       | 1796—1799                     | Харьковский купец. Занимал должности ратмана первого Харьковского городского магистрата, городского старосты. Был удостоен звания именитого гражданина города (1793). После отставки с должности городского головы владел кабаком. |
|                          | Егор Урюпин                    | 1799—1805                     | Занимал высокие должности в системе местного самоуправления. Внес большой вклад в дело основания Харьковского университета. Вступал в конфликты с губернаторами. В 1803 году у него проявились признаки психического заболевания, в связи с чем в 1805 году он был снят с должности.                                                                                    |
|                          | Андрей Аникеев                 | 1805—1808                     | Второй раз |
|                          | Федот Карпов                   | 1808—1811                     | Старообрядец, один из крупнейших владельцев и землевладельцев Харькова, владевший фабрикой и скамейками в центре города, родоначальник известного купеческого рода. На своих участках поселял отставных солдат — «москалей», из-за чего впоследствии этот район Харькова получил название Москалёвка, которое носит до сих пор.                                         |
|                          | Василий Ломакин                | 1811—1823                     | Богатый харьковский купец, четырежды избиравшийся городским головой, большой меценат. Отличался лояльностью губернской администрации: организовал масштабный сбор пожертвований на нужды армии в городской думе. |
|                          | Григорий Криворотов            | 1823—1828                     | Представитель купечества в Харьковском городском самоуправлении. В 1807 году был единственным в то время в городе купцом 1-й гильдии (в 40-х годах XIX века был записан в 3-ю гильдию). |
|                          | Антон Мотузков                 | 1829—1834                     | Дважды возглавлял харьковское самоуправление, сражался с холерной эпидемией 1830–1831 годов. Пожертвовал большую сумму денег на содержание больницы для больных холерой. Во время второго срока Мотузкова Харьков приобрел участок, на который впоследствии был переведен центральный (ныне Благовещенский) рынок.                                                      |
|                          | Кузьма Кузин                   | 1835                          | (избранный, но не занимавший должности) — купец 1-й гильдии, торговавший водкой и винами и владевший золотыми приисками в Сибири. Один из самых больших владельцев недвижимости в Харькове. Активный благотворитель построил на свои деньги церковь на Холодногорском кладбище. Первым из жителей Харькова был удостоен звания коммерции советника. Почётный гражданин. |
|                          | Дмитрий Ковалёв                | 1835—1837                     | Купец 3-й гильдии, который до избрания городским головой был гласным городской шестигласной думы. Находился в должности в течение двух лет. |
|                          | Сергей Карпов                  | 1838                          | Сын городского головы Федота Дорофеевича Карпова. Учился в бухгалтерии в Данциге, был одним из самых образованных предпринимателей города. После смерти отца – самый богатый купец, крупнейший владелец недвижимости и предприятий. Основал одну из первых в Харькове платьиных фабрик. Почётный гражданин. Отказался от должности вскоре после избрания.               |
|                          | Фёдор Базилевский              | 1838—1839                     | Купец 3-й гильдии. Возглавил самоуправление после отказа предшественника от должности, поскольку занял второе место по количеству голосов. Через год подал прошение об отставке, мотивируя это состоянием здоровья и потребностью сосредоточиться на ведении коммерческих дел после смерти сына.                                                                        |
|                          | Андрей Климов                  | 1839—1840                     | Купец 3-й гильдии. Не уделял достаточно внимания исполнению своих служебных обязанностей. В его отсутствие Харьковским городским общественным управлением руководил старший бургомистр П. Д. Грановский. |
|                          | Михаил Котляровский            | 1841                          | Купец 3-й гильдии, меценат. Известен тем, что поддерживал низкие цены на неурожаях. Удостоен благодарности императрицы Марии Федоровны, благодарности харьковских военных и гражданских губернаторов, звание потомственного почетного гражданина и «монаршего благоволения» Николая I. Добровольно подал в отставку.                                                    |
|                          | Гавриил Гринченко (Гринченков) | 1841—1843                     | Купец, предприниматель. Избран на должность «городским обществом» в 1841 году. Во время его пребывания в должности, по оценке историков Дмитрия Багалея и Дмитрия Миллера, «…городское хозяйство настолько пришло в упадок, что обратило на себя внимание губернского начальства, назначившего по этому поводу особое следствие».                                       |
|                          | Фёдор Рудаков                  | 1844—1846                     | Купец 3-й гильдии. В 1841 году замещал Гринченко во время его болезни. В 1844 году избран на должность городского головы. |
|                          | Михаил Котляров                | 1846—1847                     | Второй раз |
|                          | Иван Рыжков                    | 1847—1849                     | Купец, владелец завода, один из самых активных меценатов, покровитель кафедрального Успенского собора. Удостоен благословения Святейшего Синода и золотой медали «За похвальные поступки в пользу Родины». Дважды избирался городским головой, в первый раз отказывался от должности.                                                                                   |
|                          | Алексей Рудаков                | 1850—1852                     | Купец, конфликтовавший с генерал-губернатором: был снят с должности, затем восстановлен, повторно избран, вторично смещен и сослан в Уфу. После ссылки вернулся в общественную деятельность, стал гласным первой пореформенной Харьковской городской думы. |
|                          | Сергей Костюрин                | 1853—1858                     | Купец, торговавший винами, благодетель, удостоен разных наград. На свои средства по улице Мироносицкой построил дом для 1-го городского начального училища. |
|                          | Александр Северин              | 1859—1861                     | Купец 2-й гильдии; торговец металлическими изделиями и галантерейными товарами; был старшим гласным Харьковской городской думы, несколько раз исполнял обязанности городского головы (в общей сложности 7 месяцев), затем занимал этот пост на постоянной основе. Награжден тремя золотыми медалями.                                                                    |
|                          | Алексей Скрынник               | 1862—1867                     | Купец 1-й гильдии; наследственный почетный гражданин. Избирался на должность городского головы дважды. Инициатор образования первого на территории Украины городского купеческого банка, впоследствии ставшего образцом муниципальной предпринимательской деятельности.                                                                                                 |
|                          | Николай Шатунов                | 1867—1870                     | Купец 2-й гильдии, один из самых молодых городских голов (32 года) в истории дореволюционного Харькова. Среди достижений в период его правления открытие Александровской больницы. |
|                          | Егор Гордиенко                 | 1871—1873                     | Доктор, доктор медицины, общественно-политический деятель. С должности городского головы ушел в отставку по состоянию здоровья. |
|                          | Алексей Чепелкин               | 1874—1875                     | Почетный гражданин, гласный по первому разряду Харьковской городской думы, почетный мировой судья, глава съезда мировых судей. После отставки предшественника состоял в должности городского головы до истечения срока полномочий органов харьковского городского самоуправления созыва 1871–1875 гг.                                                                   |
|                          | Александр Ковалёв              | 1875—1884                     | Выходец из дворян. Закончил Харьковский университет. После завершения карьеры чиновник работал мировым судьей. Трижды избирался городским головой. |
|                          | Иван Фесенко                   | 1884—1891                     | Наследственный дворянин, избранный мэром после смерти Ковалева. |
|                          | Владимир Щелков                | 1892—1893                     | Выходец из купеческой семьи, основатель одной из первых нотариальных контор. В период его работы деятельность городской думы осложнили сильное наводнение, эпидемия тифа и проблемы в отношениях с губернскими властями. Согласно новому городскому положению, полномочия органов местного самоуправления Харькова были досрочно прекращены в 1893 году.                |
|                          | Иван Голенищев-Кутузов         | 1893—1900                     | Основатель крупных банковских учреждений. Под его руководством был выпущен первый городской заем, организовал создание муниципальных доходных предприятий (электростанции и боень), способствовал возникновению паровозостроительного завода. |
|                          | Александр Погорелко            | 1900—1912                     | Учёный, общественный деятель. Внес значительный вклад в создание городского электрического освещения. |
|                          | Роман Будберг                  | январь—февраль 1913           | Был главой Харьковского общества распространения в городе письменности, членом губернской земской управы. Избран на должность решением «прогрессистской» городской думы. Отказался от должности в знак протеста против демонстративного пренебрежения со стороны министерства внутренних дел.                                                                           |
|                          | Николай Дорофеев               | февраль 1913—18 сентября 1914 | Преподаватель университета. Относился к либерально-демократическому крылу думы. С 1912 года фактически руководил городским самоуправлением, в связи с тяжелой болезнью Погорелко, затем был исполняющим обязанности и «исполнителем должности» городского головы. Затем занимал должность заместителя городского головы вплоть до Февральской революции 1917 года.      |
|                          | Иван Бич-Лубенский             | 18 сентября—октябрь 1914      | Дворянин. Являлся одним из лидеров правого крыла городской думы и наиболее воинственных реакционеров в составе городского самоуправления. Дважды выдвигался на должность городского головы от консервативно-монархической партии. Был избран 18 сентября 1914 года, но отказался от должности еще до утверждения министра внутренних дел.                               |
|                          | Дмитрий Багалей                | 1914—1917                     | Известный ученый и общественный деятель, украинофил. |
|                          | Сергей Стефанович              | 1917—1918                     | В 1917 году на первых демократических выборах в Харькове большинство приобретают эсеры и Сергей Стефанович, как активный деятель этой партии, избранный мэром. Вскоре его отстранил от занимаемой должности муниципальный совет, созданный харьковскими большевиками.                                                                                                   |

### НезависимаяУкраинская держава(1918)
| Портрет | Имя               | Срок | Характеристика                                                                                       |
|         | Сергей Стефанович | 1918 | После прекращения деятельности советской власти в Харькове снова возглавил городское самоуправление. |

### Под контролемВСЮР(1919)
| Портрет | Имя              | Срок | Характеристика |
|         | Николай Салтыков | 1919 | В октябре 1919 года, после занятия города Деникиным, был избран гласным восстановленной Харьковской городской думы от партии кадетов, стал городским головой, но уже в декабре покинул город вместе с Добровольческой армией. |

### Советский период (1917—1991)
| Портрет                                                            | Имя                            | Срок                            | Должность                                                                     |
| ------------------------------------------------------------------ | ------------------------------ | ------------------------------- | ----------------------------------------------------------------------------- |
| Глава Харьковского совета рабочих депутатов                        |                                |                                 |                                                                               |
|                                                                    | Михаил Лазько                  | 1917                            | Глава Харьковского совета рабочих депутатов.                                  |
| Глава исполкома Харьковского совета рабочих и солдатских депутатов |                                |                                 |                                                                               |
|                                                                    | Иван Светлов                   | 1917                            | Глава исполкома Харьковского совета рабочих и солдатских депутатов.           |
|                                                                    | Павел Кин                      | 1917                            | Глава исполкома Харьковского совета рабочих и солдатских депутатов.           |
|                                                                    | Артём (Фёдор Сергеев)          | 1917                            | Глава исполкома Харьковского совета рабочих и солдатских депутатов.           |
|                                                                    | Сергей Буздалин                | 1917—1918                       | Глава исполкома Харьковского совета рабочих и солдатских депутатов.           |
| Председатель президиума исполкома Харьковского городского совета   |                                |                                 |                                                                               |
|                                                                    | Константин Гулый               | 1918                            | Председатель президиума исполкома Харьковского городского совета.             |
|                                                                    | Семён Тишков                   | 1919                            | Председатель президиума исполкома Харьковского городского совета.             |
|                                                                    | Павел Кин                      | 1919                            | Второй раз. Председатель президиума исполкома Харьковского городского совета. |
| Председатель Харьковского городского совета                        |                                |                                 |                                                                               |
|                                                                    | Алексей Иванов                 | 1920                            | Глава Харьковского городского совета.                                         |
|                                                                    | Борис Волин                    | 1920                            | Глава Харьковского городского совета.                                         |
|                                                                    | Андрей Иванов                  | 1920                            | Глава Харьковского городского совета.                                         |
|                                                                    | Василий Аверин                 | 1921                            | Глава Харьковского городского совета.                                         |
|                                                                    | Степан Кузнецов                | 1921                            | Глава Харьковского городского совета.                                         |
|                                                                    | Константин Гулый               | 1921—1922                       | Глава Харьковского городского совета.                                         |
|                                                                    | Степан Кузнецов                | 1922—1923                       | Второй раз. Глава Харьковского городского совета.                             |
|                                                                    | Константин Федотов             | 1923—1925                       | Глава Харьковского городского совета.                                         |
|                                                                    | Алексей Чернуха                | 1925                            | и. о. председателя, секретарь Харьковского городского совета.                 |
|                                                                    | Иван Гаврилин                  | 1926—1927                       | Глава Харьковского городского совета.                                         |
|                                                                    | Иван Кожухов                   | 1927—1929                       | Глава Харьковского городского совета.                                         |
|                                                                    | Григорий Бородай               | 1929—1930                       | Глава Харьковского городского совета.                                         |
|                                                                    | Александр Сидоров              | 1930—1932                       | Глава Харьковского городского совета.                                         |
|                                                                    | Фёдор Кузоятов                 | 1932—1933                       | Глава Харьковского городского совета.                                         |
|                                                                    | Илья Шелехес                   | 1933—1934                       | Глава Харьковского городского совета.                                         |
|                                                                    | Самуил Саратиков               | 1934—1935                       | Глава Харьковского городского совета.                                         |
|                                                                    | Владимир Богуцкий              | 1935—1937                       | Глава Харьковского городского совета.                                         |
|                                                                    | Андрей Гресс                   | 1937                            | и.о. главы Харьковского городского совета.                                    |
|                                                                    | Марко Ткаченко                 | 1937                            | и.о. главы Харьковского городского совета.                                    |
|                                                                    | Пётр Клочко                    | 1937                            | Глава Харьковского городского совета.                                         |
|                                                                    | Марко Ткаченко                 | 1937                            | Второй раз, и.о. главы Харьковского городского совета.                        |
|                                                                    | Иван Бобров                    | 1937—1939                       | Глава Харьковского городского совета.                                         |
|                                                                    | Александр Селиванов            | 1940—1941                       | Глава исполкома Харьковского городского совета.                               |
| Военный комендант Харькова во время оккупации 1941—1943            |                                |                                 |                                                                               |
|                                                                    | Эрвин Фиров                    | 24 октября—3 декабря 1941       | Военный комендант Харькова                                                    |
|                                                                    | Альфред фон Путткамер          | 3 декабря 1941—9 февраля 1942   | Военный комендант Харькова и комендант тылового армейского района             |
|                                                                    | полковники Ланденбах и Лёвених | 9 февраля—20 апреля 1942        | Военные коменданты Харькова                                                   |
|                                                                    | генерал-лейтенант Шмидт-Логан  | 20 апреля—середина октября 1942 | Военный комендант Харькова                                                    |
| Обер-бургомистр Харькова                                           |                                |                                 |                                                                               |
|                                                                    | Александр Семененко            | 1942—1943                       | Обер-бургомистр Харькова                                                      |
|                                                                    | Алексей Крамаренко             | ?—15 марта 1943                 | Обер-бургомистр Харькова                                                      |
|                                                                    | Павел Козакевич                | 15 марта 1943—30 апреля 1943    | Обер-бургомистр Харькова                                                      |
|                                                                    | Военная администрация          | 30 апреля—23 августа 1943       | С 30 апреля 1943 город возглавила военная администрация                       |
| Председатель Харьковского городского совета                        |                                |                                 |                                                                               |
|                                                                    | Александр Селиванов            | 23 августа 1943—1948            | Глава исполкома Харьковского городского совета.                               |
|                                                                    | Пётр Сачко                     | 1948—1950                       | Глава исполкома Харьковского городского совета.                               |
|                                                                    | Анатолий Коптев                | 1950—1953                       | Глава исполкома Харьковского городского совета.                               |
|                                                                    | Александр Булгаков             | 1953                            | Глава исполкома Харьковского городского совета.                               |
|                                                                    | Алексей Михайлик               | 1953—1960                       | Глава исполкома Харьковского городского совета.                               |
|                                                                    | Константин Федоренко           | 1960—1961                       | Глава исполкома Харьковского городского совета.                               |
|                                                                    | Георгий Власенко               | 1961—1969                       | Глава исполкома Харьковского городского совета.                               |
|                                                                    | Юрий Гуровой                   | 1969—1976                       | Глава исполкома Харьковского городского совета.                               |
|                                                                    | Юрий Матюшенко                 | 1976—1980                       | Глава исполкома Харьковского городского совета.                               |
|                                                                    | Валентин Ведерников            | 1980—1984                       | Глава исполкома Харьковского городского совета.                               |
|                                                                    | Владимир Обревко               | 1984—1985                       | Глава исполкома Харьковского городского совета.                               |
|                                                                    | Анатолий Резниченко            | 1985—6 августа 1985             | Глава исполкома Харьковского городского совета.                               |
|                                                                    | Степан Соколовский             | 6 августа 1985—6 апреля 1990    | Глава исполкома Харьковского городского совета.                               |

### Независимая Украина
| Портрет                          | Имя               | Срок                                            | Должность                                                                 |
| -------------------------------- | ----------------- | ----------------------------------------------- | ------------------------------------------------------------------------- |
| Городской голова Харькова        |                   |                                                 |                                                                           |
|                                  | Евгений Кушнарёв  | 6 апреля 1990 — апрель 1998                     | Председатель Харьковского городского совета 1-й городской голова Харькова |
|                                  | Михаил Пилипчук   | 1996 — апрель 1998                              | и.о. Городского головы Харькова                                           |
| апрель 1998 — 21 марта 2002      | Михаил Пилипчук   | 2-й Городской голова Харькова                   |                                                                           |
|                                  | Владимир Шумилкин | 21 марта 2002 — 26 марта 2006                   | 3-й Городской голова Харькова                                             |
|                                  | Михаил Добкин     | 26 марта 2006 — 18 марта 2010                   | 4-й городской голова Харькова                                             |
|                                  | Геннадий Кернес   | 18 марта — 24 ноября 2010                       | и. о. городского головы Харькова                                          |
| 24 ноября 2010 — 16 декабря 2020 | Геннадий Кернес   | 5-й городской голова Харькова, умер в должности |                                                                           |
|                                  | Игорь Терехов     | 17 декабря 2020 — 11 ноября 2021                | и. о. городского головы Харькова                                          |
| с 11 ноября 2021 года            | Игорь Терехов     | 6-й городской голова Харькова                   |                                                                           |

## Последние выборы
| Кандидат           | Партия                                               | Голоса  | %     |
| ------------------ | ---------------------------------------------------- | ------- | ----- |
| Игорь Терехов      | Блок Кернеса — Успешный Харьков                      | 146,240 | 50,66 |
| Михаил Добкин      | Самовыдвиженец (поддержало ОПЗЖ)                     | 82,008  | 28,41 |
| Александр Скорик   | Европейская солидарность                             | 15,462  | 5,36  |
| Константин Немичев | Самовыдвиженец (поддержал Нацкорпус)                 | 12,258  | 4,25  |
| Алина Мустафаева   | Самовыдвиженка (поддержала Слуга Народа)             | 9,151   | 3,37  |
| Владимир Плетнёв   | Партия Шария                                         | 8,106   | 2,81  |
| Денис Ярославский  | Самовыдвиженец                                       | 5,660   | 2,0   |
| Дмитрий Маринин    | Самовыдвиженец                                       | 2,545   | 0,87  |
| Сергей Ряполов     | Самовыдвиженец (поддержал Блок Светличной «Вместе!») | 1,267   | 0,46  |
| Виктор Величков    | Самовыдвиженец                                       | 1,033   | 0,35  |